# Los Rodríguez
Los Rodríguez est un groupe de rock espagnol, originaire de Madrid. Il est formé par deux membres argentins (Andrés Calamaro et Ariel Rot) et deux musiciens espagnols (Germán Vilella et Julián Infante) dans les années 1990.

## Biographie
En 1990, Julián Infante et Germán Vilella jouent ensemble dans un groupe. Infante décide d'appeler Ariel Rot, qui jouait avec lui au sein du groupe Tequila, pour l'intégrer dans le groupe. Rot prend contact avec Andrés Calamaro, avec qui il avait déjà joué en Argentine, pour aussi l'intégrer au groupe. Ainsi, les quatre commencent leurs répétitions et jouent de petits concerts à Madrid. À cette période, le groupe est mené par Julián Infante, et plus tard par Ariel Rot, dans un style plus rock. 
Au début, le groupe décide de s'appeler Los Locos, mais ils apprendront par la suite qu'un groupe asturien portait déjà ce nom. Ils décident alors de s'appeler Los Rodríguez. Après avoir composé leurs premières chansons en 1991, ils sortent leur premier album, Buena suerte. 
En 1995, ils sortent leur dernier album studio, intitulé Palabras más, palabras menos, qui comprend des morceaux comme Mucho mejor ou Milonga del marinero y el capitán', tous deux composés par Ariel Rot. Cet album est un succès total en Espagne. Après avoir pris la décision de dissoudre le groupe, l'intérêt de Joaquín Sabina les amène à entreprendre une visite conjointe sur le territoire espagnol.
En 2006, dix ans après la séparation du groupe, Andrés Calamaro et Ariel Rot se retrouvent pour une petite tournée qui débute le 27 mai au Valladolid Latino Festival et se termine le 10 décembre au Club Ciudad de Buenos Aires, en Argentine, en passant par Salamanque et Murcie en Espagne.
Le 29 novembre 2007, Daniel Zamora (Pato), dernier bassiste du groupe, se suicide. Andrés Calamaro lui rend hommage sur son site web.

## Membres
- Andrés Calamaro - chant, claviers, compositions
- Ariel Rot - guitare, chant occasionnel
- Julián Infante - guitare, chant occasionnel
- Germán Vilella - batterie

### Membres additionnels
- Guillermo Martín Jiménez - basse (1991)
- Candi Avelló - basse (1992)
- Daniel Zamor - basse (1993-1996)

## Discographie

### Albums studio
- 1991 : Buena suerte
- 1993 : Sin documentos
- 1995 : Palabras más, palabras menos

### Album live
- 1992 : Disco pirata